# Sniper 2
Sniper 2 é um filme de ação americano de 2002, feito para a televisão, dirigido por Craig R. Baxley e estrelado por Tom Berenger, Bokeem Woodbine, Dan Butler e Linden Ashby. O filme segue um atirador de elite fuzileiro naval e um observador encarregado de assassinar um general sérvio responsável por ataques de limpeza étnica. É a sequência do filme Sniper de 1993 e o segundo da série de filmes Sniper.

## Sinopse
O Sargento Beckett é convidado pela NSA a deixar a aposentadoria para assumir uma missão suicida nos Bálcãs. Beckett é um ex-sniper do USMC que perdeu o dedo do gatilho, mas que ainda consegue disparar uma arma com uma técnica pouco ortodoxa. Para a missão, Beckett faz parceria com um ex-atirador da Força Delta, que estava no corredor da morte por matar um oficial. O seu alvo: o general sérvio Mile Valstoria, que dirige uma operação furtiva de limpeza étnica numa área conhecida como “Terra de Ninguém”. Um objetivo aparentemente simples, mas que se revelará muito mais complicado do que parece.

## Elenco
| Ator            | Papel                  | Detalhes                   |
| --------------- | ---------------------- | -------------------------- |
| Tom Berenger    | Sargento Tom Beckett   | Sniper lendário do UMSC    |
| Bokeem Woodbine | Jake Cole              | Sniper da Força Delta      |
| Tamás Puskás    | Pavel                  |                            |
| Dan Butler      | Agente James Eckles    | Agente da CIA              |
| Linden Ashby    | Coronel Dan McKenna    |                            |
| Erika Marozsán  | Sophia                 | Membro da resistência      |
| Barna Illyés    | Vojislav               | Irmão de Sophia            |
| Ferenc Kovács   | Zoran                  | Irmão de Sophia            |
| Dennis Hayden   | Klete                  |                            |
| Can Togay       | Capitão Marks          |                            |
| Peter Linka     | General Mile Valstoria | Líder sérvio a ser abatido |
| Akos Horvath    | Tenente sérvio         |                            |
| Béla Jáki       | Sniper com cicatriz    | Sniper sérvio              |
| László Áron     | Figura na sombra       | Sérvio nas sombras         |
| Lukács Bicskey  | Preso                  |                            |
| Zoltán Seress   | Nauzad                 |                            |
| Tas Szöllösi    | Tony                   |                            |

## Lançamento
Sniper 2 estreou no Cinemax, em 28 de dezembro de 2002 e foi lançado em vídeo e DVD em 11 de março de 2003, pela Columbia TriStar Home Entertainment. Este seria o último filme da série Sniper a ser lançado pela distribuidora do filme original, a TriStar.

## Recepção
Sniper 2 foi elogiado pela ação e história, além da sólida atuação do elenco. A sequência reafirma a premissa original do primeiro filme, sem simplesmente substituí-la ou repeti-la.
Embora o filme seja elogiado por seu roteiro, atuação e enredo envolvente, ele também foi criticado por falhas técnicas, como imprecisões linguísticas. Os sérvios retratados falam húngaro em vez de sérvio, já que os atores que interpretaram os sérvios foram todos húngaros, e Jake Cole fala principalmente coisas sem sentido em vez de húngaro.
O diretor, Craig R. Baxley, foi elogiado como tendo uma habilidade excepcional de cinematografia de explosões e pela batalha final, um forte confronto de sniper contra sniper.